# Rosa Pera
Rosa Pera Roca (Barcelona 23 de febrero de 1966) es una crítica de arte, docente, asesora en gestión cultural y comisaria de arte contemporáneo española. Directora Fundadora del Centro de Arte Contemporáneo. Bòlit,  Girona (2008-2012). Miembro del primer Comité ejecutivo de Cultura del Ayuntamiento de Barcelona (ICUB 2009-2012). Directora del Master “Dirección y Diseño de Proyectos Expositivos” (Elisava. Escuela de diseño e ingeniería de Barcelona, 2006-2011).

## Trayectoria Profesional
Rosa Pera es licenciada en Geografía e Historia especialidad en Historia del Arte por la Universidad de Barcelona, en la misma universidad estudió Filosofía. Como profesional independiente, pronto comenzó a trabajar en la gestión cultural en diferentes ámbitos como la producción de programas y proyectos artísticos, comisariado de exposiciones, la crítica de arte y la docencia. En el año 2001, en la Fundación La Caixa de Barcelona en el ciclo ARTenlinea disertan sobre el arte e Internet, el Net Art, conformándose este como un nuevo sujeto del arte actual,  junto con el artista y teórico Daniel García Andujar con el título "Desde el criticismo de los medios"
En el período en el que fue directora del Centro El Bolit de Girona, creó y organizó numerosas exposiciones que se detallan a continuación.
Profesora-consultora en Historia, Teoría y Crítica del Diseño (UOC.Universidad Abierta de Cataluña). Doctoranda en UVIC-Universitat de Vic - Departamento de Traducción, Género y Estudios Culturales con la Tesis “La Institución Híbrida: el diseño como vaso comunicante entre la ciencia, el arte contemporáneo y la arquitectura”. Es la Comisaria General del Global Youth Culture Forum (Jeju, Corea del Sur, octubre-noviembre de 2018)

## Comisariado de exposiciones
Como curadora independiente ha desarrollado numerosos proyectos y exposiciones, los más notables: 
- Insideout: Jardí del Cambalache en la Fundació Antoni Tàpies de Barcelona en el año 2001
- Doble Seducción en la Sala Amadís de Madrid, en 2003
- Quòrum en la sala La Capella, Barcelona, 2004
- Ambulantes. Cultura Portátil actitudes y prototipos en el espacio público: el museo y la ciudad en el Centro Andaluz de Arte Contemporáneo de Sevilla, en 2004.[5]
- En el año 2004 comisaría la exposición Quórum, una exposición cuyo tema es la participación ciudadana, intervención urbana, publicando un catálogo de la exposición del mismo nombre, del proyecto Quòrum, que pretende reflexionar sobre el fenómeno de la inmigración, fundamentalmente en el barrio del Raval de Barcelona, donde existe una gran densidad de población originaria de otros países. En las lenguas catalán, castellano e inglés Ayuntamiento de Barcelona ISBN 978-84-7609-241-5[6]
- Ha realizado proyectos de intervención en el espacio público con Antoni Muntadas, como On Translation: Die Stadt + simposi Projectar. Imatge. Intervenció. Construcció.  On Translation: La Imatge MACBA, 2003, Espai Públic CaixaForum-Barcelona, Le Fresnoy-Lille, Medientrum-Graz, 2004, El Geni de les Coses en 2009-2010.
- En Bòlit. Centro de arte contemporáneo de Girona (selección): Límbicus, Temor y deseo de ser devorados, Altar Ego, Futuro variable, Noches oscuras del alma, Paisaje?.[7][8] On the Table. Ai Weiwei (La Virreina, 2015); Transutopías. Movilidad. Movimiento. Movilización (CentroCentro, 2018);[9][10]
- Rosa Pera en el año 2014 comisaría la exposición del internacional y controvertido artista chino Ai Weiwei en Barcelona en el espacio del Ayuntamiento La Virreina Centro de la Imagen formando parte esta exposición de la conmemoración del tricentenario de dicho espacio. Esta exposición propone un recorrido completo por la vida y obra del artista a través de diversas piezas y materiales, en una propuesta elaborada a escala de las salas de La Virreina. Con motivo de dicha exposición el Ayuntamiento de Barcelona publica el libro On the Table. AI Weiwei.[11][12][13][14][15][16][17][18][19][20]

- La extensa y heterogénea exposición titulada "Translocations. Arxiu de proyectes" (Translocaciones. Archivo de proyectos) cubre un amplio espectro de ideas, aportaciones y proyectos, se celebró en el Centro Santa Mónica de Barcelona en el año 2015. Este trabajo consta de proyectos realizados en el barrio Gótico y el Raval de Barcelona como conector de ideas y microintervenciones que se desarrollan en espacios públicos e incorpora también una selección de trabajos realizados en otras ciudades como un observatorio trascolal.[21] Entre ellos se cuenta Quòrum, la exposición colectiva y proyecto en proceso que culminaría con “Terme Raval” un año más tarde, que comisarió Rosa Pera en La Capella de Barcelona y que fue una réplica al Fòrum de les Cultures que en ese momento se celebraba en la ciudad.[22]

- En las salas de exposiciones de CentroCentro Cibeles del Ayuntamiento de Madrid, en junio de 2018, comisaría la exposición Transitorias. Movilidad. Movimiento. Movilización en CentroCentro junto con José Luis de Vicente y Víctor del Río. Esta exposición internacional es un ambicioso proyecto llevado a cabo con la participación de numerosos artistas que trabajan con una gran diversidad de recursos y técnicas desde los históricos los hermanos Lumiere, Jean Luc Godard, hasta artistas con proyectos de última generación, unos tangibles y otros intangibles, entre otros: el mexicano Damian Ortega,  los españoles Antoni Abad, Nerea Calvillo hasta 40 participantes entre artistas, arquitectos etc.  Este extenso proyecto surge de una colaboración previa con Medialab Prado de Madrid desarrollado bajo el título Culturas de la movilidad.[23][10]

En las jornadas Cultura y Feminismo interviene junto a otras ponentes en el año 2017
En la entrevista que realiza Sergio Collado para El Diario.es en la sección de Cataluña, Rosa Pera manifiesta sus opiniones sobre lo que deberían ser los centros de arte  "Se tiende a confundir cultura, turismo y promoción de la ciudad". Según sus palabras en esta entrevista "Es necesario incorporar en el arte contemporáneo todos los lenguajes y canales de creación y comunicación que se desarrollan hoy en día como el vídeo, la fotografía, las artes digitales, las instalaciones, las performances, la danza"

## Enlaces
https://www.youtube.com/watch?v=Mmiccuutmjk
http://www.sies.tv/video/bolit-el-nou-centre-dart-contemporani-de-girona.html
- Datos: Q17036709